# Ulick Ruadh Burke
Ulick Ruadh Burke (mort en 1485)  est le 2e Mac William Uachtar seigneur de Clanricard de 1430 à 1485

## Origine
Ulick Ruadh Burke est le fils d'Ulick an Fhiona Burke. Il succède à son oncle William mac Richard Óg Burke vers 1430 Son très long règne de plus d'un demi-siècle est une période de stabilité qui lui permet, notamment en contrôlant le château de Sligo, d'affirmer la prééminence des Mac William Uachtar sur leurs parents du comté de Mayo qui après la mort de Ricard Ó Cuairsge Bourke, sombrent dans des querelles de successions internes. Au cours des dernières années de son règne il devra faire face à aux interventions dans le nord du Connacht des Ó Domhnaill de Tir Conaill

## Règne
Dès 1444 il intervient dans les querelles de succession des O'Brien. Il dépose et fait aveugler Mathghamhaim Dall Ó Briain le second fils de  Brian Sreamhach Ó Briain, et le remplace par son frère  Toirdhealbhach Bóg Ó Briain qui est son propre gendre,
En 1462 une armée conduite par Mac William de Clanricard pénètre dans  le  Ui Cairin où Tagdh  Ó Meachair ou O'Meagher et ses vassaux et alliés, se rassemblent pour s'opposer à lui. Le fils de O'Meagher tue William Burke, le fils de Mac William, d'un coup de javelot; et ce jet sauve O'Meagher et son armée. O'Meagher, chef du Ui Cairin, meurt peu après et son fils lui succède En 1466 le tanaiste Rickard, fils de son oncle William mac Richard Óg Burke meurt.Les O'Ceallaigh (anglais O'Kelly), rois d'Ui Mhaine et les fils de Ricard Ó Cuairsge Bourke sont vaincus à CrosMoighe-Croin, par Mac William de Clanricard, et par les O'Briens. William Caech Bourke, le fils de  Mac William, deux fils d'O'Kelly, Hugh Boy, fils de Turlough Mac Donnell, connétable de leurs  Gallowglass, et deux des gentilshommes du Clann-Donnell sont parmi les morts de ce conflit. Cent soixante gallowglass, et de nombreux autres soldats sont tués. Aodh Ruadh mac Niall Ghairbh Ó Domhnaill, fils de Niall Gharbh mac Toirdhealbhaigh Ó Domhnaill, 
intervient dans le Connacht, pour se venger de cette défaite, car Mac William et O'Kelly étaient ses amis et ses vassaux. Il contraint les 
Clanricards à faire la paix, puis regagne son royaume en toute quiétude
Tighearnan Óg mac Taidhg  Ó Ruairc Bréifne (1449-1468), « digne seigneur de  Uí Briúin et roi de Bréifne, et de toute la race d'Aedhe-Finn, » meurt selon les Annales après « avoir vaincu le monde et le Diable ». Son frère  Domhnall mac Taidhg (1468), est élu à sa place par  Aodh Ruadh mac Niall Ghairbh Ó Domhnaill et ses autres amis. Mais les descendants de Tiernan, le fils de Tighearnan Mor mac Ualghairg (1376-1418), se soulèvent injustement contre lui avec  Donnchadh, le fils de Tiernan Mór; et ensemble avec le peuple de Cairbre Drom Cliabh, ainsi que le Clann-Donough, investissent Donnchadh Losc mac Tighearnain Mhoir (1468-1476), le fils de Tiernan Mór . À cette nouvelle Aodh Ruadh mac Niall Ghairbh Ó Domhnaill, traverse la rivière Erne avec une troupe nombreuse, et ravage le Bas Connacht. Il s'empare de dépouilles dans l'est du Tir-Fiachrach de Cuil-Cnamha et Coillte-Luighne, et rentre dans ses domaines avec son butin. Ulick Mac William , fils d'Ulick an Fhiona Burke, Ua Conchobhair Donn, avec les Anglais et leurs forces irlandaises, passent à leur tour dans le Bas Connacht. Ils incendient la  cité de Ó Ruairc. Mais cela demeure sans suite et ils rentrent chez eux sans combattre ni obtenir de tribut.
Une grande armée est rassemblée par Aodh Ruadh mac Niall Ghairbh Ó Domhnaill, avec les chefs de Tyrconnell, rejoints par la troupe du Bas Connaught, elle progresse sans s'arrêter, jusqu'à ce qu'elle  rejoigne Mac William Bourke c'est-à-dire Ricard Ó Cuairsge Bourke , qui s'était soumis à Ó Domhnaill. Ces chefs tiennent ensuite un conseil et ils décident de marcher contre Ulick, fils de Ulick an Fhiona Burke Mac William de Clanricard, afin de se venger de la défaite de Cros-Moighe-Croinn, que Mac William de Clanrickard avait infligée peu avant à Mac William Bourke; d'un accord unanime sur cette résolution, ils concentrent leur effort contre Clanriccard. Machaire-Riabhach est la première agglomération brûlée et détruite par eux. Ils campent pour une nuit à Baile-an-Chlair, la ville de Mac William, qu'ils incendient ensuite et ils continuent à progresser et à dévaster le pays de tous côtés. Ulick Mac William pendant ce temps réunit ses alliés de la famille O'Brien, c'est-à-dire; Gilla-Duv et Muircheartach Garbh, les fils de son gendre Tagdh an Chomhaid Ó Briain, et un corps d'armée des chefs de Munster.
Mac William, avec ses propres troupes et ses alliés, rejoignent Ó Domhnaill alors qu'il s'apprête à quitter le pays. La cavalerie de Mac William et des O'Briens effectut une première attaque de l'arrière-garde de l'armée d'Ó Domhnaill, à Baile-an-Duibh, ce qui entraine une vigoureuse réplique de la cavalerie d'Ó Domhnaill, menée en particulier par Éigneachán Mór, le fils de Neachtan mac Toirdhealbhaigh Ó Domhnaill, qui commandait l'arrière-garde de l'armée des Ó Domhnaill, de sorte que la cavalerie de Mac William et des O'Briens est finalement vaincue; et Donnall, le fils d'Ua Conchobhair de Corcomroe, et beaucoup d'autres non énumérés, sont tués à cette occasion. Mac William et les O'Briens, rallient leurs forces et, se mettant en ordre de bataille, ils poursuivirent d'un commun accord l'armée d'Ó Domhnaill. Cependant, cela ne leur est d'aucun profit, car l'armée entière d'Ó Domhnaill fait volte-face et affronte la cavalerie de Mac William et d'O'Brien au bord de la rivière Glanog, et les met de nouveau en déroute; les vaincus laissent derrière eux de nombreux hommes, chevaux et objets de valeur et s'enfuient dans une retraite sans gloire. Cet événement est nommé par les Annales la défaite de Glanog . En 1475 Le château de Caladh et pris par Ulick  William de Clanricard, qui délivre ainsi; Maolscheachlainn mac Aodha O'Ceallaigh, le fils d'une de ses propres fille

## Mort et succession
En 1485 Ulick Ruardh Burke, 5e seigneur de Clanricard, « héritier du comte d'Ulster », et grand protecteur des lettrés d'Irlande, meurt et son fils et homonyme Ulick Fionn Burke, lui succède. Ce dernier inaugure son gouvernement en menant une armée dans le Machaire-Chonnacht (c'est-à-dire la plaine du Connacht)  et contre les Uí Maine, où il brûle et détruit les récoltes et les cités, entre autres choses il incendie et détruit le château de Tulsk, et sa prison 

## Union et postérité
En 1452, More, fille d' Ó Conchobhair Failghe d'Uí Failghe, et épouse de Mac William de Clanricard meurt d'une chute. De cette union et d'autres il laisse:
- Ulick Fionn Burke
- Meiler, Abbé de Tuam
- John, † 1508.
- Richard II Óg Burke, père de Sir Uilleag Burke
- Edmund, †  1486 père de Ricard lui-même père de John mac Ricard Burke.
- Annabelle épouse de Conchobhar mac Toirdhealbaig Ó Briain
- Catherine épouse Toirdhealbhach Bóg Ó Briain
- Fille anonyme épouse de Aodh mac Briain O'Ceallaigh